# Березина (Ходорівська міська громада)
Березина́ — село в Україні, у Стрийському районі Львівської області. Населення становить 43 особи. Орган місцевого самоврядування — Ходорівська міська рада.
Село засноване між 1802-1812 рр., належало до громади Вибранівка, домінії Вибранівка, циркулу Бережани Королівства Галичини та Володимирії.